# Arturo Di Modica
Arturo Di Modica (Vittoria, 26 gennaio 1941 – Vittoria, 19 febbraio 2021) è stato uno scultore italiano naturalizzato statunitense.

## Biografia
Di Modica nasce il 26 gennaio 1941 a Vittoria, in Sicilia, da Angela e Giuseppe Di Modica, due anni e mezzo prima dell'arrivo degli Alleati durante la seconda guerra mondiale. Il padre era proprietario di un negozio di alimentari, mentre la madre era una casalinga. A causa dell'opposizione del padre alle sue ambizioni artistiche, a diciotto anni Di Modica lascia in treno la città natale per trasferirsi a Firenze, dove frequenta la rinomata Scuola Libera di Nudo presso l'Accademia di Belle Arti. Nel 1962 apre il suo primo studio d'arte nel cuore di Firenze: realizza sculture in bronzo e altri metalli, ma si dedica anche alla creazione di sculture in marmo di Carrara, operando presso lo studio Nicoli.

Arturo Di Modica durante la costruzione del suo studio in Crosby Street, New York (1982 ca.)

Nel 1973 decide di trasferirsi negli Stati Uniti e si stabilisce a New York, dove apre uno studio in Crosby Street, nel quartiere di Soho. Qui diviene famoso per la scultura bronzea Charging Bull - anche nota come "il Toro di Wall Street" -, che l'artista installa nello spazio antistante la New York Stock Exchange (la borsa di New York) il 16 dicembre 1989 senza alcuna preventiva autorizzazione, come accade per tutte le forme di guerrilla art. L'opera, realizzata da Di Modica interamente a proprie spese, era costata circa 360 000 dollari. I dirigenti della Borsa, non contenti per il toro che non avevano commissionato, ricollocarono subito la scultura in un angolo del triangolo verde del Bowling Green, all'inizio di Broadway. L'opera è attualmente affidata al New York City Department of Parks and Recreation, che l'ha collocata nei pressi del Bowling Green Park. Nascono quindi una serie di prodotti di merchandising (orologi da polso, cartoline, magliette, ecc.), soltanto in parte firmati e autorizzati dall'autore. Nel 2004 l'artista pone in vendita il toro, specificando, tuttavia, che l'acquirente non potrà spostarlo dalla sua attuale collocazione.
Nel maggio 2010 Di Modica installa a Shanghai il Bund Bull, una scultura dalle stesse dimensioni del Charging Bull, ma raffigurante stavolta un toro più giovane. L'artista intende con essa celebrare il recente dinamismo dell'economia cinese.
Nella notte del 19 febbraio 2021, da poco ottantenne, Di Modica muore nella sua abitazione a Vittoria. Tra le cause del decesso, un tumore da cui lo scultore era affetto da anni e che era peggiorato nelle ultime settimane.

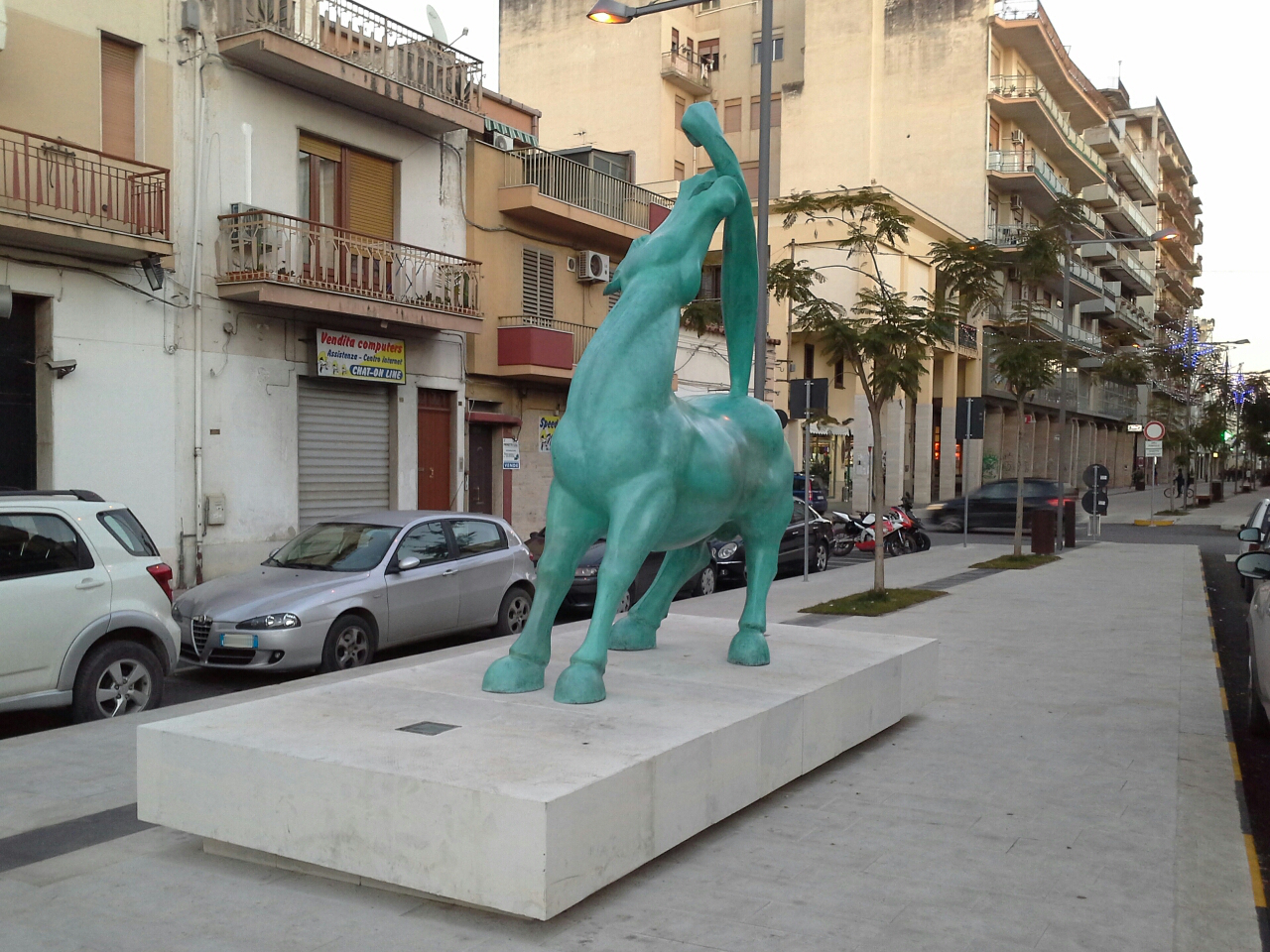
Cavallo Ipparino (2012), sito in Piazza Italia a Vittoria

L'artista stava lavorando alla realizzazione di un'opera monumentale, i Cavalli dell'Ippari, che intendeva collocare nella Valle dell'Ippari, nei pressi di Vittoria. L'opera avrebbe dovuto raffigurare una coppia di cavalli, alti circa quaranta metri, colti nell'atto d'impennarsi, l'uno di fronte all'altro, formando in tal modo un gigantesco arco. Una volta realizzata, l'opera avrebbe potuto essere la più grande scultura bronzea esistente in Italia e, probabilmente, in tutta Europa. Prima di spegnersi, lo scultore aveva ultimato un prototipo alto otto metri, denominato Fighting horses, che avrebbe voluto vendere per finanziare il progetto.
Sempre a Vittoria, l'artista aveva acquistato una tenuta di circa 100 000 m² in cui risiedeva e che avrebbe voluto trasformare in una città-museo con «una scuola internazionale di scultura, uno studio, un laboratorio, un teatro, due musei archeologici, una piazza delle primizie dedicata a tutti i lavoratori della terra».